# Oliveira do Douro (Vila Nova de Gaia)
Oliveira do Douro é uma localidade portuguesa sede da Freguesia de Oliveira do Douro do Município de Vila Nova de Gaia, freguesia com 6,72 km² de área e 22615 habitantes (censo de 2021), tendo, por isso, uma densidade populacional de 3 365,3 hab./km².

## Demografia
A população registada nos censos foi:
| Distribuição da População por Grupos Etários | Distribuição da População por Grupos Etários | Distribuição da População por Grupos Etários | Distribuição da População por Grupos Etários | Distribuição da População por Grupos Etários |
| -------------------------------------------- | -------------------------------------------- | -------------------------------------------- | -------------------------------------------- | -------------------------------------------- |
| Ano                                          | 0-14 Anos                                    | 15-24 Anos                                   | 25-64 Anos                                   | > 65 Anos                                    |
| 2001                                         | 4001                                         | 3348                                         | 13280                                        | 2755                                         |
| 2011                                         | 3339                                         | 2486                                         | 12921                                        | 3637                                         |
| 2021                                         | 2924                                         | 2371                                         | 12391                                        | 4929                                         |

## História

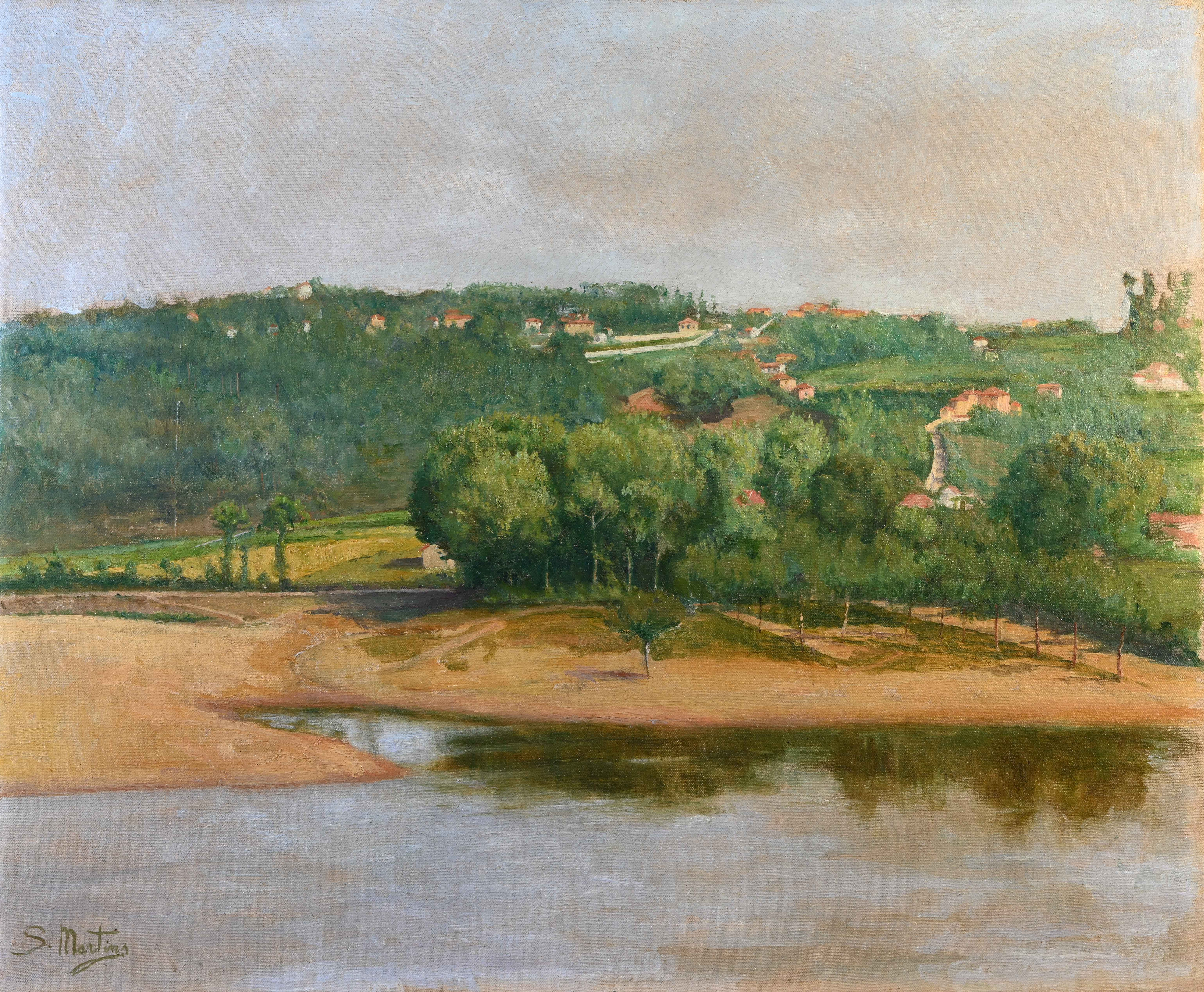
O Areinho, pintura de Sofia Martins de Souza

Os mais antigos Diplomas relacionados com a freguesia datam do século XI e neles vêm referidas algumas das "villas" que mais tarde a constituíram. Os domínios de Oliveira do Douro têm um importante passado, que contribuiu para a História Regional. A sua localização percorre a margem esquerda do Rio Douro, ponto de passagem obrigatório para quem pretendia transpôr o território para o Norte e a proximidade com a estrada Romana e com a "Calle" dão-lhe um relevo considerável.
As origens da freguesia situam-se na conquista da Península pelos Romanos, detida na Lusitânia, que se integrava em todo o domínio que hoje constitui Oliveira do Douro, sendo o Rio Douro o limite a Norte das suas fronteiras. Sucederam-se, quatro séculos depois, as invasões dos povos Bárbaros que muito fez sofrer esta gente, assim como foi vítima das grandes pestes que assolaram a região nos princípios dos século XV.
A Paróquia de Oliveira do Douro já se encontra constituída a partir de meados do século XIII. Porém, no século XVI já nos aparece o primeiro Recenseamento da população da freguesia. Fez-se por Carta Régia de D. João III, a 17 de Julho de 1527.
As suas principais características sócio-económicas estavam ligadas aos pescadores do Areínho, aos Moleiros, aos Moinhos de Vidro, às Procissões do "Corpus Christi" e dos Moleiros de Quebrantões, às Lavadeiras e à agricultura em geral.
A freguesia de Oliveira do Douro, tal como tem sucedido através dos tempos, tem sido centro de fixação de gentes oriundas de diversas partes do país. A proximidade com a cidade do Porto explica o fenómeno da construção de habitações que aqui se está a registar presentemente e que fazem dela uma das maiores freguesias da Área Metropolitana do Porto.
Oliveira do Douro e as suas belezas povoam as obras de Camilo Castelo Branco (Romaria de Sant’Ana), de Ramalho Ortigão (Passeios a Quebrantões e ao Areínho), de Júlio Dinis (Areínho) e de Almeida Garrett, este último que viveu em Oliveira do Douro, no Colégio do Sardão, onde a Fonte de S. Domingos o inspirou profundamente.
Com os seus locais aprazíveis e de interesse turístico, a freguesia vira-se para a descoberta: os Arcos do Sardão (monumento nacional), o Monte da Virgem, o Areínho, o Lugar de Registo, as Quintas junto ao rio, são as grandes referências.

## Património
- Aqueduto dos Arcos do Sardão[5][6][7][8]
- Mosteiro dos Frades e Quinta dos Frades
- Capela de S. Tiago[9][10]
- Capela do Monte da Virgem
- Areinho
- Quinta da Lavandeira (Parque da Cidade)
- Quinta do Sardão (onde Almeida Garrett passou a infância)
- Capela românica de Quebrantões (demolida)
- Quinta de São Salvador
- Real Vinícola

## Economia
As principais atividades económicas são as indústrias de calçado, metalurgia e candeeiros, além de variado comércio.

## Geminação
- La Réole (França) 25 abril 1992.